# Język kwerba
Język kwerba, także: airmati (a. air mati, armati), koassa, mataweja, naibedj, segar tor, tekutameso – język papuaski używany w prowincji Papua w Indonezji. Według danych szacunkowych z 1996 roku posługiwało się nim wówczas 2500 osób.
Obszar tego języka obejmuje tereny we wnętrzu północnej Papui, pomiędzy rzekami Mamberamo i Tor. Jego użytkownicy zamieszkują wsie: Apiaweti, Aurime, Munukania, Tatsewalem, Wamariri.
Dzieli się na trzy dialekty: serikenam, sasawa, nogukwabai. Według innej propozycji występują trzy główne dialekty: kwerba (właściwy), airmati-sarje i airmati-sarma oraz pomniejsze odmiany sasawa i segar.
Badania nt. tym językiem prowadzono w ramach współpracy Summer Institute of Linguistics i Universitas Cenderawasih. Jest zapisywany alfabetem łacińskim.